# Belani
Belani (węg. Bélafalva) – wieś w Rumunii, w okręgu Covasna, w gminie Poian. W 2011 roku liczyła 467 mieszkańców.